# José Gordon
José Gordon (Ciudad de México, 1953) es un novelista, ensayista, traductor y periodista cultural. Ha trabajado como conductor del Noticiario cultural 9:30 y del suplemento literario Luz Verde, en Canal 22.
Fue jefe de redacción del suplemento La Cultura en México, de la revista Siempre!.[cita requerida] Colaborador de los diarios La Jornada y Reforma. Premio Nacional de Periodismo 2013.
De marzo de 2004 hasta agosto de 2017 colaboró en la columna de ciencia y arte en la Revista de la Universidad de México. Es creador de la serie televisiva Imaginantes, transmitidas por Televisa y Canal 22, las cuales han sido premiadas en el Festival de Cine de Nueva York. Desde 2007, conduce y dirige el programa La Oveja Eléctrica, revista de ciencia y pensamiento, ahí conversa con los más notables científicos contemporáneos. Fue asesor de la revista Muy Interesante, en donde publicó reflexiones sobre las paradojas del conocimiento científico y poético.
Desde el domingo 5 de abril de 2020 lo acompañó Marisol Gasé en la conducción del programa de radio La Hora Nacional  A partir de marzo de 2021, Nora Huerta reemplazó a Marisol Gasé como coconductora.

## Obra
- Tocar lo invisible, Planeta, 1995.
- El libro del destino, Nueva Imagen, 1996.
- El novelista miope y la poeta hindú, UNAM, 2002
- Revelado instantáneo (en colaboración con Guadalupe Alonso), Joaquín Mortiz, 2004
- El cuaderno verde, Ediciones B, 2007.
- El inconcebible universo, Sextopiso, 2017[6]
- Gato encerrado, Sextopiso, 2019
- Novelista de lo invisible, conversación con Ignacio Solares. Grijalbo, 2023
- El libro del destino. Reimpresión Random House. Debolsillo. 2023